# Nicolas Puech
Nicolas Puech (Neuilly-sur-Seine, 1943) è un imprenditore francese, miliardario e discendente della quinta generazione di Thierry Hermès, quindi fa parte della famiglia che ha fondato Hermès. Si è dimesso dal consiglio di sorveglianza dell'azienda nel 2014, ma possiede ancora il 5% di Hermès. Nel 2023 la sua fortuna è valutata in 12 miliardi di euro.

## Biografia
Nicolas Puech è nato nel 1943 a Neuilly-sur-Seine, figlio di Francis Puech e Yvonne Hermès. È nipote di Émile-Maurice Hermès, fratello di Bertrand Puech e cugino di Jean-Louis Dumas, ha ricoperto diversi incarichi chiave all'interno del gruppo familiare Hermès International. Puech vive a Martigny, in Svizzera, non ha moglie né figli.
Nel 2010, di fronte all'ingresso a sorpresa del gruppo del lusso LVMH con una partecipazione del 22,28% nel capitale di Hermès International, Bertrand Puech, suo fratello, accetta di creare una holding, H51, bloccando così il capitale della società. Il capitale di questa nuova struttura è detenuto dalle famiglie fondatrici del gruppo Hermès (Dumas, Guerrand, Puech) ma Nicolas Puech rifiuta di partecipare al progetto. Con oltre il 5% del capitale di Hermès, è considerato il maggiore azionista individuale della società.
In seguito a questi fatti, la rivista Challenges ha stimato la sua fortuna separatamente dal resto della famiglia. Il periodico lo ha quindi classificato, individualmente, al 32° patrimonio in Francia nel 2015 con un valore di 2,2 miliardi di euro, e al 40° patrimonio in Francia nel 2016 con un patrimonio di quasi 2 miliardi di euro. Nel 2019, Forbes lo ha classificato come il 20° patrimonio francese con 2,9 miliardi di euro.  Nel 2020, il suo patrimonio oscilla, a seconda delle fonti, tra 3,1 e 4,8 miliardi di euro. La sua fortuna è stimata a 14,6 miliardi di dollari nel gennaio 2024 da Forbes.
Nel 2023 i media svizzeri hanno riferito che Puech intendeva rescindere il suo contratto ereditario con la Fondazione Isocrates e lasciare metà della sua fortuna al suo ex giardiniere, che intendeva adottare. La fondazione di beneficenza, fondata da Puech e di cui è stato presidente del consiglio, si è formalmente opposta all'annullamento.